# Соловейка (Пензенская область)
Соловейка — село в Городищенском районе Пензенской области Российской Федерации. Входит в состав Дигилевского сельсовета.

## География
Село находится в восточной части Пензенской области, в лесостепной зоне, на правом берегу реки Дерилейки, на расстоянии примерно 14 км к востоку-юго-востоку от города Городище, административного центра района. Абсолютная высота — 229 метров над уровнем моря.
Климат
Климат характеризуется как континентальный, с холодной зимой и жарким летом. Среднегодовая температура — 3,1 °C. Средняя температура воздуха самого холодного месяца (января) составляет −12,9 °C; самого тёплого месяца (июля) — 19 °C. Годовое количество атмосферных осадков — 673 мм, из которых 415 мм выпадает в период с апреля по октябрь. Снежный покров держится в среднем 146 дней.

## Население
| 1939 | 1959 | 1979 | 1989 | 1996 | 2002 | 2010 |
| ---- | ---- | ---- | ---- | ---- | ---- | ---- |
| 87   | ↘23  | ↗243 | ↘119 | ↗127 | ↘100 | ↘59  |

Половой состав
По данным Всероссийской переписи населения 2010 года в гендерной структуре населения мужчины составляли 55,9 %, женщины — соответственно 44,1 %.
Национальный состав
Согласно результатам переписи 2002 года, в национальной структуре населения мордва составляла 69 % из 100 чел., русские — 27 %.